# Samurai magazine
Samurai magazine（サムライマガジン）はインフォレスト社が発売していた男性向けファッション雑誌。毎月6日発売であった。
10代後半～20代前半の男性を対象とし、ストリート系のファッションを主に提案した。休刊時点での発行部数は20万部。
服、小物以外にも、レゲエ、ヒップホップなどの音楽に関する情報にも強く、ミュージシャンがモデルとして登場する機会も多かった。
2014年、出版元のインフォレストが事業停止となったのち、事業の引き受け先が見つからず休刊となった。

## 概要
通販サイトZOZOTOWNとコラボした特集ページが多く組まれる。
昔はいわゆるB-BOY系のファッション雑誌だったが、カジュアル系に移行した。

## インフォレスト社のほかのファッション雑誌
- Samurai ELO（サムライイーエルオー）

- 2014年6月より三栄書房により発売継続。
- 小悪魔ageha（小悪魔アゲハ）

- 2014年に休刊したものの、2015年に隔月刊としてネコ・パブリッシングより復刊した。以降、現在も刊行中。